# شاطئ النخيل (الإسكندرية)
شاطئ النخيل أحد شواطئ الإسكندرية التي تتبع منطقة العجمى تبدأ من الكيلو 20 طريق الإسكندرية مطروح وتنتهى في الكليو 21 وهي تابعة لحى العجمي. يعتبر شاطئ النخيل - والذي تم بناءة من قبل القوات المسلحة ليكون مصيف للضباط القوات المسلحة- يعتبر من الشواطئ الجملية والتي تتميز بجمال تصاميم مبانيها من ناحية وكذلك يتميز بأسعارة التي تقل كثيرا عن شواطئ الساحل الشمالي الغربي. ويوجد بالشاطى العديد من أساليب الترفية بخلاف البحر المتوسط، وأهم هذة الأساليب بعض حمامات السباحة وكذلك الكافتيرات. ويظل السوق المركزي هو المنطقة الأكثر ازدحاما في الشاطئ بأكمله إلى جانب شارع الكورنيش المواجة للبحر، حيث تنشر المحلات والكافتيرات بهذه المنطقتين بشكل خاص.(لم يتم ادخال الغاز بعد الا في مناطق محدودة) 